# Mannie Heymans
Mannie Heymans (né le 14 juillet 1971 à Krugersdorp) est un coureur cycliste namibien. Il a représenté la Namibie aux Jeux africains en 1991, 1995, 1999 et 2003, aux Jeux du Commonwealth en 1994, 1998, 2002 et 2006 ainsi qu'aux Jeux olympiques en 2000, 2004 et 2008. Il pratique le cross country VTT.

## Palmarès sur route
- 1995
  -  Médaillé d'argent de la course en ligne des Jeux africains
- 2001
  - Nedbank Cycle Classic
- 2003
  - Nedbank Cycle Classic
- 2005
  - Nedbank Cycle Classic

## Palmarès en VTT
- 2007
  -  Médaillé de bronze du cross-country aux championnats d'Afrique de VTT